# Flecha Valona 1941
La Flecha Valona 1941 se disputó el 13 de julio de 1941, y supuso la edición número 5 de la carrera. El ganador fue el belga Sylvain Grysolle. Sus compatriotas Gustave Van Overloop y Jacques Geus fueron segundo y tercero respectivamente.  

## Clasificación final
| Pos. | Ciclista               | Equipo  | Tiempo     |
| ---- | ---------------------- | ------- | ---------- |
| 1    | Sylvain Grysolle       | Dilecta | 5h 22' 00" |
| 2    | Gustave Van Overloop   | -       | a 26"      |
| 3    | Jacques Geus           | -       | a 40"      |
| 4    | Albert Ramon           | -       | s.t.       |
| 5    | Martin Van Den Broeck  | -       | s.t.       |
| 6    | Roger Vandendriesssche | -       | s.t.       |
| 7    | Maurice Van Herzele    | -       | s.t.       |
| 8    | Joseph Van Kerckhoven  | -       | s.t.       |
| 9    | Albert Anciaux         | -       | s.t.       |
| 10   | François Neuville      | Helyett | s.t.       |